# Makam Agung
Makam Agung is een bestuurslaag in het regentschap Bangkalan van de provincie Oost-Java, Indonesië. Makam Agung telt 132 inwoners (volkstelling 2010).